# Acantholimon margaritae
Acantholimon margaritae är en triftväxtart som beskrevs av Jevgenij Korovin. Acantholimon margaritae ingår i släktet Acantholimon och familjen triftväxter. Inga underarter finns listade i Catalogue of Life.